# بلک اند دکر
بلک+دکر (به انگلیسی: Black+Decker)، شرکت آمریکایی تولیدکننده ابزار الکتریکی و لوازم جانبی، سخت‌افزار و انواع محصولات برقی می‌باشد که در سال ۱۹۱۰ توسط دانکن بلک و آلونزو دکر تأسیس شد. این دو در سال ۱۹۱۰ میلادی با راه‌اندازی کارگاهی در بالتیمور در مریلند اقدام به راه‌اندازی این شرکت کردند.
در سال ۱۹۱۷، این شرکت توانست امتیاز دریل با دستهٔ تفنگی و سوییچ روی بدنه را به نام خود ثبت کند. در زمان جنگ جهانی دوم تقاضا برای دریل‌های قابل حمل این شرکت در کارخانه‌های هواپیماسازی افزایش چشمگیری یافت و نیروی هوایی ایالات متحده چندین بار از این شرکت تقدیر به‌عمل آورد. پس از جنگ جهانی و با متنوع‌تر شدن تولیدات، این شرکت اقدام به تولید پیچ‌گوشتی برقی، اره برقی، سمباده برقی و بسیاری محصولات دیگر کرد.
موفقیت‌های این شرکت به مرزهای ایالات متحده محدود نشد و بلک اند دکر توانست نخستین خط تولید محصولات خود را در سال ۱۹۲۲ در کشور کانادا راه‌اندازی کند. در ۱۹۲۸ هم برنامهٔ مشابهی از سوی این شرکت در کشور انگلستان اجرا شد. در سال ۱۹۲۹ هم استرالیا به جمع میزبانان تولیدکنندگان محصولات این شرکت پیوست. این شرکت در ادامهٔ راه به موفقیت‌های بسیاری دست یافت و در سال ۱۹۶۰ توانست «دی‌والت» را خریداری کند. پس از آن محصولات رده بالای این شرکت با برند دی‌والت تولید شد. هم‌اکنون هم این شرکت صاحب برندهایی نظیر «دلتا» و «پورتر کیبل» است.
این شرکت، در تاریخ ۱۲ مارس ۲۰۱۰ توسط شرکت استنلی خریداری شده، سپس دو شرکت با هم ادغام شدند. شرکت جدید استنلی بلک اند دکر نام گرفت. پس از این ادغام، شرکت بلک اند دکر به فرم گذشته خود، باقی‌ماند و به عنوان یک شرکت فرعی، با مدیریت کاملاً مستقل، اداره می‌شود. دفتر مرکزی شرکت بلک اند دکر در شهر تاوسن، مریلند در حومه بالتیمور مستقر می‌باشد.

## تاریخچه
بلک اند دکر یکی از بزرگترین تولیدکنندگان ابزار برقی در ایالات متحده است که توانست بازاری برای مصرف‌کنندگان ابزار برقی، پس از جنگ جهانی ایجاد کند. برندهای اصلی این شرکت بلک اند دکر و دی‌والت است. بلک اند دکر به غیر از ابزار برقی همچنین تولیدکننده ابزار باغبانی و ابزار امنیتی نیز است. (برندهایی چون بالدوین، کویکستو ویسر) محصولات سخت‌افزاری تزئینی و عمومی (بالدوین)، محصولات لوله‌کشی (پرایس فیستر)، سیستم‌های مخصوص اتصال (امحارت). محصولات بلک اند دکر در بیش از ۱۰۰ کشور جهان فروخته می‌شود که این محصولات در ۳۶ کارخانه (۱۸ در ایالات متحده و ۱۸ کارخانه در کشورهایی چون برزیل، چین، جمهوری چک، آلمان، ایتالیا، ژاپن، مکزیک و بریتانیا)

### تاریخچه تأسیس
آلونزو دکر و دانکن بلک، دو طراح و مهندس صنعتی بودند که در سپتامبر ۱۹۱۰ شرکت بلک اند دکر را تأسیس کردند. با ۶۰۰ دلار که از فروش اتوموبیل دست دو بلک و ۱۲۰۰ دلار وام، یک کارگاه در بالتیمور، مریلند اجاره کردند. بلک به عنوان مدیر شرکت انتخاب شد. در ابتدا کار این دو نفر تنها محصولات اختراع شده توسط دیگران را تولید می‌کردند همچون بطری شیر، دستگاه درپوش، پنبه جمع کن، ملاقه آب نبات و ماشین آلات برای مینت آمریکا.
در سال ۱۹۱۶ بلک اند دکر شروع به طراحی دستگاه‌های برقی خود کرد. ابزارهای برقی آلمانی موجود در بازار آن زمان سنگین بودند و کار کردن با آن‌ها مشکل بود بنابراین خیلی موفق نبودند. بلک اند دکر یک موتور عمومی طراحی کرد -اولین موتور عمومی- که با استفاده از جریان متناوب و موازی کار می‌کرد و یک کلید را همانند طرح هفت تیر کلت بر روی ابزار خود پیاده کردند. اولین ابزاری که از این نوآوری استفاده کرد یک دریل ۱۰ میلی‌متر بود که از طرح پیستول و ماشه‌ای استفاده کرد که همچنان هم استفاده از این طرح ادامه دارد. این دریل در مقایسه با رقیبان خود با وزن ۹۰۰ گرم و قیمت ۲۳۰ دلار دستگاهی مناسبتر به‌شمار می‌رفت.
در دهه ۱۹۲۰ بلک اند دکر همچنان رشد کرد و با دستگاه‌هایی که این شرکت ارائه می‌کرد باعث می‌شد در زمانی که هزینه کارگر زیاد بود، با استفاده از دستگاه‌های این شرکت از تعداد کارگران کاسته شود. در سال ۱۹۱۷ این شرکت برای دریل پیستونی خود پروانه ثبت اختراع دریافت کرد و کارخانه خود را در حاشیه توسان، مریلند تأسیس کرد. تا پایان سال ۱۹۱۸ فروش کل شرکت از ۱ میلیون دلار گذشت. پس از اتمام جنگ جهانی اول ابزارهای قابل حمل جدیدی را وارد بازار کرد. برای پاسخگویی به تقاضا در سال ۱۹۲۷ کارخانه توسان خود را سه برابر بزرگتر کرد. همچنین یک دفتر مرکزی نیز در توسان گشود.
بلک اند دکر مشتریان خود را بر اساس فروش پر تکاپو و خدمات محصولات ایجاد کرد. در سال ۱۹۱۸ اولین مرکز خدمات این شرکت در بوستون و نیویورک گشوده شد. شرکت همچنین کارگاه‌های آموزشی ایجاد کرد تا به نمایندگان خود طرز استفاده و تعمیر دستگاه‌های خود را آموزش دهد. این آموزگارها کشور را با ۲ اتوبوس پیمودند. در پایان دهه ۲۰ میلادی شرکت بلک اند دکر برای نمایش توانایش هواپیمای تک موتوره‌ای با استفاده از ابزار خود تولید کرد. به علاوه این اولین کمپین رسانه خود در پست عصر شنبه در سال ۱۹۲۱ ایجاد کرد.
با موفقیت اولیه بلک اند دکر، فعالیت خود را به خارج از ایالات متحده گسترش داد و این سرآغازی بود به ورود این شرکت به بازار جهانی ابزار. با افزایش فروش این شرکت در بازارهای جهانی، بلک اند دکر نمایندگانی در کانادا، بریتانیا کبیر، اتحاد شوروی، استرالیا و ژاپن تأسیس کرد. در سال ۱۹۲۲ این شرکت اولین زیر مجموعه خارجی خود را در کانادا گشود. سه سال بعد زیر مجموعه فروش و خدمات خود را در لندن نیز تأسیس کرد. در سال ۱۹۲۸ زیر مجموعه لندن این شرکت تولید خود را در یک کارخانه استیجاری در نزدیکی لندن آغاز کرد. در نهایت شرکت بریتانیایی در سال ۱۹۳۹ کارخانه خود را در میدلسکس بنا کرد. ۱۹۲۹ زیر مجموعه بلک اند دکر در سیدنی، استرالیا تأسیس کرد. تا دهه ۱۹۵۰ شرکت بریتانیایی تنها تولیدکننده خارجی بلک اند دکر باقی ماند که یکی از مهم‌ترین زیرمجموعه‌های بلک اند دکر در دوران جنگ جهان دوم محسوب می‌شد. در دهه ۱۹۲۰ بلک اند دکر با بدست آوردن شرکت‌های دیگر تجارت خود را در ایالات متحده گسترش داد. در سال ۱۹۲۶ شرکت تولیدی مارشکه در ایندیاناپلیس، ایندیانا تولیدکننده چرخ ساینده را خرید. دو سال بعد شرکت ابزار الکتریکی ون دورن اوهایو، کلیولند را بدست آورد. در سال ۱۹۲۹ دو شرکت ماشین فلیمینگ و شرکت برق داخلی را خرید. شرکت فلیمینگ تولیدکننده سیم برس، ارّه و سنگ فرز بود و شرکت برق داخلی تولیدکننده بزرگ موتور برقی بود. همچنین بلک اند دکر شرکت لودو متر که قبلاً حق یکی از باسکول‌هایش را خریداری کرده بود را به دست آورد. در این حین، در سال ۱۹۲۷، سهام شرکت را برای اولین بار در اختیار عموم قرار گرفت. در سال ۱۹۳۶ بلک اند دکر وارد بورس نیویورک شد.
همانند شرکت‌های دیگر بلک اند دکر نیز در دوره رکود بزرگ دچار مشکلات متعددی شد. با وجود اخراج‌های متعدد، که شامل پسر خود آلونزو دکر بود، شرکت به مرز ورشکستگی رسید. تنها با وفاداری کارگران - که با وجود آنکه حقوقی دریافت نمی‌کردند همچنان به کار ادامه می‌دادند- و هجوم سرمایه گزاران خارجی بلک اند دکر را سرپا نگاه داشت. بدست آوردن شرکت مارشکه سودی به دنبال نداشت به همین علت این شرکت در سال ۱۹۳۲ فروخته شد. بلک اند دکر همچنان به تولید ابزارآلات نوین ادامه داد. در ۱۹۳۰ و ۱۹۳۱ ارّه گرد بر قابل حمل خود را وارد بازار کرد. خط تولید جدیدی نیز با استفاده از موتور القایی و خط چرخه بالا را در سال ۱۹۳۵ معرفی کرد. در پایان این دهه هجوم زیادی از ابزارهای جدید بلک اند دکر مثل چکش برقی، جارو برقی صنعتی، آهن بر قابل جابجایی و غیره وارد بازار شد.

### فروش پس از جنگ جهانی
زمانی که ایالات متحده وارد جنگ جهانی دوم شد، بلک اند دکر تولیدات خود را به مواد مورد نیاز جنگ مثل فیوز، توپ و غیره تغییر داد. آلونزو دکر و دانکن بلک تصمیم داشتند که به مشکلات پس از جنگ جهانی اول برنخورند. آنان باور داشتند که راه موفقیت مصرف‌کنندگان پس از جنگ است. با این حال که این شرکت دریل ارزان ۱۰ میلی‌متری در سال ۱۹۲۳ و معرفی ماشین لباس‌شویی سیندرلا در ۱۹۳۰ همچنان ورود به بازار برای این شرکت موفقیت‌آمیز نبود. در سال ۱۹۴۲ بلک اند دکر کمیته برنامه‌ریزی پس از جنگ را ایجاد می‌کرد. این گروه برنامه‌ای ریخت که بلک اند دکر سری ابزارهایی برای خود کاری و کار در منزل تولید کنند. این کمیته عقیده داشت می‌توان با استفاده از مواد با قیمت کمتر می‌توان قیمت تمام شده محصولات را کاهش داد.
در سال ۱۹۴۶ بلک اند دکر اولین سری ابزار برقی جدید خود دریل ۱۰ و ۱۳ میلی‌متری خانگی را وارد بازار کرد. در ۵ سال اول یک میلیون دریل ۱۰ میلی‌متری تولید شد. این موفقیت باعث شد محصولات جدیدی وارد این سری خانگی از این شرکت شوند. به همین شکل اره گرد بر، سنباده و اره عمود بر نیز وارد این سری از ابزار شدند. بلک اند دکر همچنان ابزارهای حرفه‌ای نیز مانند فرز نجاری حرفه‌ای نیز تولید کرد. در نتیجه تقاضای بالای محصولات این شرکت، بلک اند دکر کارخانه‌ای دیگر در مریلند در سال ۱۹۵۱ تأسیس کرد. تا سال ۱۹۵۵ اندازه این کارخانه به ۴ برابر اولیه خود رسید. کارخانه اولیه که در توسان قرار داشت در سال ۱۹۶۵ متوقف شد اما همچنان یکی از دفاتر مرکزی بلک اند دکر باقی ماند.
در دهه‌های ۵۰ و ۶۰ بلک اند دکر گسترش خارجی خود را که از ۱۹۲۰ آغاز کرده بود را ادامه داد. عملیات تولیدی در استرالیا و آفریقای جنوبی در سال ۱۹۵۶ آغاز شد. در حین تولیدات در دهه ۶۰ میلادی کارخانه‌هایی در آلمان غربی، فرانسه، ایتالیا، اسپانیا، کانادا و مکزیک خرید ویا بدست آورد. همچنین مراکز خدماتی در کشورهای متعدد دیگری نیز تأسیس شد. زیر مجموعه بریتانیایی این شرکت نیز وارد بازار کشورهای دیگر اروپایی شد که در نتیجه کارخانه دیگری در سال ۱۹۶۲ واقع در میدان هد تأسیس کرد. سه سال بعد این کارخانه گسترش پیدا کرد و کارخانه‌ای دیگر در دورهام نیز گشایش یافت. تا سال ۱۹۶۹ چهل و سه درصد فروش و درآمد از عملیات خارجی این شرکت بدست آمد.
با وجود تغییرهای زیاد در پرسنل این شرکت، همچنان در دهه‌های ۵۰ و ۶۰ تحت مدیریت خانواده بلک و دکر بود. در سال ۱۹۵۱ مؤسس و مدیر شرکت دانکن بلک در سن ۶۷ سالگی از دنیا رفت و شریکش آلونزو دکر جایش را در ۱۹۵۴ گرفت. با این حال دو سال بعد دکر نیز در سن ۷۲ سالگی مرد. رابرت بلک، برادر دانکن بلک جای دکر را گرفت. در سال ۱۹۶۰ پسر دکر، آلونزو دکر فرزند در سن ۵۴ سالگی به عنوان مدیر برگزیده شد. وی که در دهه ۲۰ به عنوان جاروکش در این شرکت کار می‌کرد.

### تنوع تولید در دهه ۶۰ و ۷۰
با وجود آنکه بلک اند دکر به سوددهی بالایی رسیده بود اما شرکت در پایان دهه ۶۰ تنها ۲۰ درصد از کل بازار ایالات متحده را در درست داشت. جهت رشد این شرکت تجارت و کار خود را به ابزارآلات دیگری جهت کاهش کار دستی روی آورد. در این راستا شرکت ابزار پنوماتیک بدفورد تولیدکننده ابزار بادی قابل حمل را در سال ۱۹۵۹ بدست آورد. در سال ۱۹۶۰ تولیدات ابزار بادی به یک کارخانه جدید به سولون در اوهایو آغاز کرد. در سال ۱۹۶۷ خط تولید سری اقتصادی نیز آغاز شد که مدل‌هایی با قیمت مناسب و استاندارد را در اختیار مصرف‌کنندگان قرار می‌داد. تجارت ابزار پنوماتیک قسمت کوچکی از بلک اند دکر باقی ماند تا سال ۱۹۸۶ این بخش را فروخت.
در سال ۱۹۶۰ بلک اند دکر، شرکت دی‌والت لنکستر، پنسیلوانیا را که تولیدکننده اره شعاعی بود را خرید. خط تولید بازو اره شعاعی بهبود یافته‌ای را در سال ۱۹۶۶ آغاز بکار کرد. جهت گسترش عملیات نجاری خود بلک اند دکر شرکت نجاری کاربید را خرید.
در دهه ۵۰ شرکت بلک اند دکر وارد بازار ابزار باغبانی نیز شد. در سال ۱۹۵۷ چمن زن و شیار زن برقی خود را وارد بازار کرد. اولین چمن زن برقی در سال ۱۹۶۶ پرده برداری شد و نسخه بیسیم آن سه سال بعد وارد بازار شد. در سال ۱۹۷۳ این بخش از بلک اند دکر گسترش یافت و شرکت مک کولوک تولیدکننده ابزار بنزینی نیز خریداری شد. در اواسط دهه ۷۰ تولید ابزار محیط باز محدود شد زیرا که میزان فروش این دسته از محصولات قابل پیش‌بینی نبود. فروش این‌گونه ابزار به شرایط هوایی و محیطی بستگی داشت. مک کولوک در دوران بحران انرژی ۱۹۷۰ توانست بسیار خوب خود را نشان دهد، که با استفاده از سوخت فسیلی و آتش انرژی تولید می‌کند که در نهایت منجر به محبوب شدن این دسته اره زنجیری‌ها شد اما در اوایل دهه ۸۰ این شرکت شروع به ضرر کرد و در نهایت در سال ۱۹۸۳ این قسمت نیز فروخته شد.
ابزار برقی بلک اند دکر در ۱۹۷۰ و ۶۰ بسیار موفق بود زیرا قیمت‌های خود را کاهش داد و کیفیت خود را بالا برد. قیمت یک دریل ۱۰ میلی‌متر بلک اند دکر از ۱۵ دلار و ۹۰ سنت در سال ۱۹۶۳ به ۷ دلار و ۹۹ سنت در سال ۱۹۷۰ رسید. یک تیم تحقیق و گسترش هر ساله انواع ابزار جدیدی را وارد بازار می‌کرد تا همچنان ابزار نوآورانه خود را در بازار حفظ کند. برای اولین بار میز کار این شرکت در سال ۱۹۷۳ در انگلستان وارد بازار شد و به سرعت در کل دنیا محبوب شد. در سال ۱۹۶۴ بلک اند دکر از تبلیغات تلویزیونی نیز استفاده کرد. فروش در سال ۱۹۶۴ از مرز ۱۰۰ میلیون دلار گذشت و در سال ۱۹۶۹ به ۲۰۰ میلیون دلار و در سال ۱۹۷۴ به ۵۰۰ میلیون دلار رسید. برای پاسخگویی به میزان تقاضا در سال‌های ۱۹۶۶ و ۱۹۷۰ کارخانه‌های جدیدی تأسیس کرد. در سال ۱۹۷۴ نیز یک کارخانه در مریلند تأسیس شد.
در سال ۱۹۷۵ دکر از عنوان مدیر کلی خود کنار کشید و لوشیفر جایش را گرفت. با وجود آنکه دکر همچنان در شرکت بود این اتفاق پایان مدیریت خانواده بلک و دکر در این شرکت بود. در همین سال بلک اند دکر به اولین چالش بعد از جنگ خود رسید و تعداد زیادی از کارکنان خود را اخراج کرد. آینده این شرکت در برابر تولیدکنندگان آلمانی و ژاپنی زیاد روشن دیده نمی‌شد. با ارائه ابزار ارزان قیمت با کیفیت خوب شرکت ژاپنی ماکیتا به رقیب سرسخت بلک اند دکر تبدیل شد. در اوایل دهه ۸۰ میلادی شرکت ماکیتا تقریباً با ۲۰ درصد بلک اند دکر از سهم ابزار برقی برابری می‌کرد. گردش مالی بالا به همراه مدیران ارشد به مشکلات بلک اند دکر افزودند.

### تجدید ساختار و اکتساب‌ها در دهه ۱۹۸۰
در راستای ترویج جهانی کردن، لاورنس فارلی ۴۸ ساله در سال ۱۹۸۳ به صندلی ریاست شرکت تکیه کرد. ریاست جدید بلک اند دکر مصمم بود که بازار جهانی ابزار استاندارد شامل ابزار خانگی، را گسترش دهد. او برنامه تجدید ساختاری برای شرکت ایجاد کرد که طی آن ۵ کارخانه در انگلستان، ایرلند و ایالات متحده را بست. دو سال بعد کارخانه‌های بیشتری در ایالات متحده، برزیل، مکزیک و کانادا را نیز بست. فارلی همچنین شرکت‌های خارجی وابسته به بلک اند دکر را متحد کرد که نتیجه آن اخراج ۲۵ مدیر در اروپا و بستن دفتر مرکزی در بروکسل بود. در سال ۱۹۸۵، در جهت سازماندهی دوباره این شرکت نامش را به شرکت تولیدی بلک اند دکر را به سهامی عام بلک اند دکر تغییر داد و آرم تجاری شش ضلعی خود را نوسازی کرد. این تغییر نام به معنی تکیه بیشتر به قسمت فروش و بازاریابی شرکت بود.
مسیر جدید بلک اند دکر تحت ریاست فارلی از توسعه فناوری بیسیم پیشین شرکت نشأت گرفته بود. در سال ۱۹۶۱ بلک اند دکر اولین ابزار برقی بیسیم خوددار خود را تولید کرده بود. این ابزار که تولیدکنندگان دیگر نیز همین ابزار را تولید می‌کردند توسط باتری نیکل–کادمیم تغذیه می‌شد. با این حال شرکت یک ابزار با حداقل گشتاور عکس‌العمل بیسیم و دریل سطح ماه تولید کرد که هر دو اینها در چندین مأموریت فضایی ناسا مورد استفاده قرار گرفت.
با استفاده از تجربه‌های قبلی، بلک اند دکر جارو برقی دستی بیسیم خود را تولید کرد. این محصول بلافاصله در بازار موفق شد و باعث شد که بلک اند دکر در بازار لوازم خانگی کوچک که تا آن زمان در آن نقشی نداشت مطرح شود. پس از تولید این جاروبرقی لوازم دیگری چون چراغ و لوازم بیسیم دیگر این شرکت وارد بازار شد. برای اینکه شرکت بتواند در این بازار موفق باشد فارلی سرمایه‌ای ۳۰۰ میلیون دلاری قرار داد تا شرکت جنرال الکتریک کمپانی که تولیدکننده لوازم کوچک بود را در سال ۱۹۸۴ بدست آورد. با بدست آوردن بزرگترین تولیدکننده اتو، تستر، میکسر، قهوه ساز و سشوار ایالات متحده، بلک اند دکر به سرعت بخش بزرگی از بازار را بدست آورد بدون آنکه در خطر از دست دادن سهم بازار ابزار برقی خود باشد. همچنین فارلی عقیده داشت می‌توان با تلفیق تحقیق و تولید هزینه‌های ابزار برقی و لوازم خانگی را کاهش داد.
بلک اند دکر دو سال پس از خریداری ۱۹۸۴ بلک اند دکر ۱۰۰ میلیون دلار برای تحول نام تجاری بلک اند دکر هزینه کرد. در این حین، شرکت همچنین لوازم سبک مجلل خود، مانند سری سپس میکر، خط لوازم زیر کابینت را تولید کرد. بلک اند دکر همچنین لوازم بیسیم دیگری همانند میکسر و چاقو برقی نیز وارد بازار کرد. فارلی همچنین شروع به فروش لوازم خانگی خود در خارج نیز کرد. در بریتانیا، که بلک اند دکر نامی شناخته شده بود، اولین لوازم بلک اند دکر در سال ۱۹۸۵ وارد بازار شد. به سرعت این لوازم وارد بازارهای دیگر نیز شد. همچنین جنرال الکتریک که در تولید موتور الکتریکی تبحر داشت باعث شد تا بلک اند دکر نیز بتواند ابزار برقی خود را با موتور کوچک ۴۷ میلی‌متری با بازدهی بالا تولید کند.
در این حین فروش بلک اند دکر همچنان چشمگیر نبود و این ترس وجود داشت که فارلی به توسعه شرکت متعهد نبود، بنابراین نولان آرچیبالد جایش را گرفت. ارچیبال از شرکت بیاتریس وارد بلک اند دکر شده بود و وی تیم مدیریت خودش را از آن شرکت وارد بلک اند دکر کرد. رسیاست جدید بلک اند دکر تا پایان سال ۱۹۸۷ سه هزار کار را قطع کرد و تولید محصولاتش را توسعه بخشید. عملیات‌های متعدد در بخش‌های مختلف جهان به سوی تولیدات تغییر مسیر دادند. در سال ۱۹۸۶ لوازم خانگی جدید موفقی وارد بازار شد. بهره‌وری بالا این شرکت باعث شد در سال ۱۹۸۷ به فروش بی‌سابقه ۱٫۹ میلیارد دلاری برسد.
پس از آن آرچیبالد قصد داشت که شرکت را با اکتساب تجارت‌های دیگر گسترش دهد. در ژانویه ۱۹۸۸ سعی کرد با خریداری استاندارد آمریکا محصولات لوله‌کشی این شرکت را خریداری کند ولی استاندارد آمریکا به خریداری با قیمت بالاتر فروخته شد. پس از آن بلک اند دکر شرکت امحارت را که یک شرکت تشکیل شده از تجارت‌های کوچکتر بود را با ۲٫۷ میلیارد دلار در ۱۹۸۹ بدست آورد. زیر مجموعه‌های این شرکت که تولیدکنندگان قفل، لوازم باغبانی، سیستم‌های آب پاش، شیر آلات، و یراق آلات متفاوت بودند باعث گسترش تجارت بلک اند دکر شد. آرچیبالد شبکه فروش و توزیع دو شرکت را ادغام کرد.

### گرفتاری در بدهی‌های دهه ۹۰
متأسفانه خریدن امحارت که درآمد ۲٫۷ میلیارد دلاریش از درآمد ۲٫۳ میلیاردی خود بلک اند دکر بیشتر بود در نهایت در اوایل دهه ۹۰ وارد بحران اقتصادی شد و ناتوانی فروش دارایی‌هایش باعث گرفتاری‌های و بدهی‌های متعدد بلک اند دکر شد. به علت خریداری شرکت‌های متعدد بدهی‌های بلک اند دکر بیشتر از ۴ میلیارد دلار شد و آرچیبالد سعی کرد زیر مجموعه‌های غیر مکمل امحارت- با ارزش تقریبی ۱٫۸ میلیارد- را به فروش برساند. با به پایان رسیدن سال‌های پویای دهه ۸۰، آرچیبالد برای فروختن این دارایی‌ها با قیمت‌هایی که توانایی بازپرداخت بدهی خود شود، دچار مشکل شد. تا سال ۱۹۹۱ چندین تجارت امحارت فروخته شد، مثل شرکت چسب شیمیایی بوستیک، خازن‌های غیر خانگی آروترونیکس اما تنها به قیمت ۷۶۲ میلیون دلار. همچنان ۳٫۲ میلیارد دلار بدهی پابرجا بود و هزینه خالص سالانه تقریباً ۳۰۰ میلیون دلار بود.
در این هنگام بحران اقتصادی به بازار وارد شد و تقاضا برای ابزار برقی چه حرفه‌ای چه خانگی بسیار کاهش یافت. در نتیجه فروش بلک اند دکر در سال ۱۹۹۱ به شدت کاهش یافت و فقط کمی در سال ۱۹۹۲ رشد کرد. سود خالص شرکت در سال ۱۹۹۱ از ۱٫۵ درصد کمتر بود، و در سال ۱۹۹۲ بلک اند دکر دچار ضرر ۱۳۵ میلیون دلاری شد که به علت عملیات شرکت دایناپرت بود. دایناپرت که تولیدکننده لوازم مورد استفاده در تولید مدار چاپ مورد استفاده قرار می‌گرفت بود، با شرکت امحارت به دست آمده بود. مشخصاً امحارت باعث مشکلات متعدد بلک اند دکر شده بود.